# شتات أمريكي
الهجرة من الولايات المتحدة هي العملية التي ينتقل فيها الأفراد من الولايات المتحدة للعيش في بلدان أخرى، مما يخلق الشتات الأمريكي. العملية هي عكس الهجرة إلى الولايات المتحدة. لا تقوم الولايات المتحدة بتتبع الهجرة، وبالتالي فإن أعداد الأمريكيين في الخارج متاحة فقط بناءً على الإحصائيات التي تحتفظ بها دول المقصد.

## أسباب الهجرة من الولايات المتحدة
- اقتصادية (مثل، انخفاض تكلفة السكن في المكسيك[48])
- عائلية (وهي الأكثر شيوعًا بين المهاجرين مؤخرًا أو المقيمين الدائمين)
- الزواج من أجانب يعملون في دولة أجنبية (لا سيما السيدات الأمريكيات)
- فرص الأعمال التجارية (مثل الشركات الأمريكية الموجودة في الخليج العربي وشرق آسيا).
- أسباب دينية (مثل العليا (الهجرة) إلى إسرائيل).
- التحرر من الأوهام السياسية
- مشكلات صحية (انظر السياحة العلاجية).
- الهروب من التزامات قانونية (مثل، الجرائم، والضرائب، والقروض، إلخ)
- مشكلات سياسية (مثل الهجرة إلى الشيوعية في الصين)
- الحوافز الضريبية: يُمنَح المغتربون إعفاءً سنويًا من ضريبة الدخل يبلغ 95900 دولار بدءًا من عام 2012 (ويصل هذا المبلغ إلى 192000 دولار في حال كان المغترب متزوجًا).

## صافي الهجرة
تُعَد الولايات المتحدة من دول صافي الهجرة، بمعنى أن عدد من يهاجرون إليها يفوق عدد من يهاجرون منها. والعديد ممن يهاجرون من الولايات المتحدة لا يخططون لأن تكون هجرتهم دائمة، وإنما أن يكونوا مغتربين فقط لفترة محدودة من الوقت. وثمة ندرة في السجلات الرسمية لهذا الأمر. ونظرًا للحركة النشطة للمجموعات الراغبة في الهجرة، يظل من الصعب التمييز بين الهجرة من الولايات المتحدة والاغتراب المؤقت عن البلد.

## إحصائيات
بداية من عام 2009، بلغ عدد المواطنين الأمريكيين غير العسكريين المقيمين في الخارج أكثر من 6 ملايين نسمة،  وهو ما يزيد عما كان عليه هذا العدد في عام 1999، والذي يُقدَّر بأربعة ملايين. لكن هذه الأعداد محل خلاف كبير؛ إذ إنها غير مؤكدة ويمكن أن تتغير سريعًا.
إن أحد المؤشرات «الموثوقة» لعدد المواطنين الأمريكيين في الخارج مستمد من حقيقة أنه كلما أنجب هؤلاء المغتربون طفلاً، لزم عليهم الحصول على تقرير قنصلي بالإنجاب في الخارج من إحدى القنصليات الأمريكية من أجل الاعتراف رسميًا بالطفل مواطنًا أمريكيًا. وقد صرح مكتب الشؤون القنصلية الأمريكي بإصداره 503585 وثيقة من هذه الوثائق على مدار العِقد الممتد من عام 2000 إلى 2009. وبناءً على ذلك وعلى بعض الافتراضات بشأن تكوين الأسر ومعدلات المواليد، يُقدِّر بعض الباحثين تعداد الأمريكيين المدنيين في الخارج ما بين 3.6 و4.3 ملايين نسمة.
ويمكن تقدير أحجام بعض المجموعات الثانوية من المدنيين الأمريكيين الذين يعيشون في الخارج بناءً على الإحصائيات التي تنشرها مصلحة الإيرادات الضريبية. فالمواطنون الأمريكيون، بوجه عام، خاضعون لضريبة الدخل الأمريكية، حتى وإن كانوا يقيمون في الخارج. لكن في حالة جنيهم دخلاً مكتسبًا (أجور، مرتبات، إلخ) أثناء الإقامة في دولة أجنبية، فيمكنهم استبعاد هذا الدخل من الضريبة الأمريكية بإرفاق نموذج مناسب بالإقرار الضريبي الأمريكي الخاص بهم. وقد صرحت مصلحة الإيرادات الضريبية بأنها تلقت نحو 335,000 إقرار ضريبي مرفق به مثل هذا النموذج لاستبعاد الدخل المكتسب بدولة أجنبية في عام 2006. يفرض ذلك قيدًا ضعيفًا (وغير دقيق على الإطلاق) على عدد المواطنين الأمريكيين الذين كانوا يعيشون ويعملون في دول أجنبية في ذلك الوقت.
في العام الضريبي نفسه، أبلغ نحو 969,000 من دافعي الضرائب الأمريكيين أنهم دفعوا ضريبة أجنبية على «الدخل المحدود العام» (أي كل دخل آخر غير الفوائد والأرباح وغير ذلك من صور «الدخل السلبي») من مصادر أجنبية على نماذج الخصم الضريبي الأجنبي الخاصة بهم. وبالطبع، لم يكن أيٌ من هؤلاء المواطنين يقيم بالخارج إقامة كاملة بالفعل.

## المواطنون الأمريكيون في الخارج
تعرض القائمة الموضحة أدناه أهم الدول المستضيفة لمواطنين أمريكيين. والدول الموضحة على رأس القائمة وبجانبها تعدادات دقيقة هي، في الواقع، إحصاءات لأعداد الأمريكيين الذين هاجروا إلى هذه الدول، ويقيمون فيها إقامة قانونية، ولا يتضمنون بالضرورة مغتربين مؤقتين (يُعتقَد، مثلاً، أن عدد الأمريكيين المقيمين في المكسيك يفوق المليون نسمة). أما جميع الدول الأخرى، بدءًا من إسرائيل، فتشير الأرقام الموضحة بجانبها إلى تقديرات للمغتربين والأمريكيين المقيمين إقامة جزئية بتلك الدول.
1. المكسيك - 738,103 (2010)[55]
2. كندا - 250,535 (2006)[56]
3. المملكة المتحدة - 158,434 (2001)[57]
4. ألمانيا - 101,643 (2011)[58]
5. فرنسا - 100,619 (2008)[59]
6. البرازيل - من 98,000 إلى 350,000 (انظر أيضًا المهاجرون إلى البرازيل من الولايات الكونفدرالية الأمريكية، وهم أبناء المستوطنين الكونفدراليين في البرازيل)
7. اليابان - 88,000 (2011)[60]
8. أستراليا - 83,996 (2010)[61]
9. الصين - 71,493 (2010, بر الصين الرئيسي فقط)[62][63])
10. نيوزيلندا - 17,748 (2006)[64]
11. السويد - 16,555 (2009)[65]
12. هولندا - 14,100 (2000)[66]
13. أيرلندا - 12,475 (2006)
14. الدنمارك - 8,651 (2012)[67]
15. النرويج - 8,013 (2012)[68]
16. البرتغال - 2,228 (2008)[69]
17. إسرائيل - 185,000
18. إيطاليا - من 170,000 إلى 200,000
19. الفلبين - أكثر من 300,000[70]
20. إسبانيا - 63,362
21. جمهورية الدومينيكان - 82,000
22. كوريا الجنوبية - 67,000
23. هونغ كونغ - 60,000[63]
24. كوستاريكا - من 9,128[71] إلى 50,000[72]
25. تايوان - 38,000
26. بلجيكا - 36,000
27. السعودية - 36,000
28. سويسرا - 32,000
29. بولندا - من 31,000 إلى 60,000
30. لبنان - 25,000[73]
31. بنما - 25,000[74]
32. كولومبيا - من 15,000 إلى 45,000
33. النمسا 15,000
34. المجر - 15,000
35. سنغافورة - 15,000[63]
36. روسيا - على الأقل من 2,008[75] إلى 6,200[76]
37. الأرجنتين - 10,552
38. ماليزيا - 8,000[63]
39. باكستان - 5,000
40. سوريا - لا توجد بيانات (في الموسوعة البريطانية لعام 1975، أشارت التقارير إلى أن 2.5% من السوريين يتمتعون بالجنسيتين الأمريكية والسورية)
41. تشيلي - 10,000
42. الهند - لا توجد بيانات، تقريبًا من 10,000 إلى 15,000[77]

## روابط خارجية
- مقالات ومعلومات حول المهاجرين القاعدة المعرفية لمهاجري العالم (منظمة غير ربحية)